# Evangelický kostel (Mšeno)
Evangelický kostel ve Mšeně je puristicko-funkcionalistický kostel sloužící bohoslužebným účelůmFarního sboru Českobratrské církve evangelické v Mšeně u Mělníka. Od roku 2021 je kostel památkově chráněn.

## Historie sboru
Po vyhlášení tolerančního patentu v roce 1781 se ve Mšeně přihlásilo k reformovanému vyznání několik rodin, zdaleka ne tolik, aby mohli vytvořit vlastní sbor nebo jeho filiálku. Marně žádali o přidělení odsvěceného kostela sv. Jana z 15. století, který byl  utrakvistický až do rekatolizace. Kostel byl změněn na obecní sýpku, v roce 1866 přestaven a v něm otevřeno právě založené muzeum (dnes muzeum sídlí v budově radnice), později v přízemí byla tělocvična a hasičská zbrojnice.
Evangelíci ze Mšena se stali členy sboru v Nebuželích, kazatelská stanice byla vytvořena 29. června 1869, věřící se scházeli v soukromí. Byly zahájeny úvahy o stavbě kostela, v roce 1872 byla však stanice zrušena "pro nedostatek údů a prostředků". Stanice v Nebuželích byla znovu otevřena v roce 1905, v roce 1923 byl založen samostatný sbor Českobratrské církve evangelické. Počátkem 30. let 20. století měl sbor ve Mšeně 766 členů. Sbor byl podporován městskou radou, která jí přes odpor římskokatolického faráře propůjčovala jedenkrát za dva týdny ke kázáním dvoranu radnice.
Od roku 1988 spravuje kazatelskou stanici v Nebuželích, protože tamní toleranční sbor byl zrušen.

## Stavba chrámu a jeho architektura
V roce 1918 město věnovalo kazatelské stanici pozemek, stavět se ale nezačalo. Plány zahájit stavbu kostela okamžitě po získání pozemku v roce 1918 ztroskotaly pro nedostatek financí, bohoslužby se nadále konaly v sále radnice. 
Základní kámen kostela byl položen v den 85. výročí narození prezidenta Tomáše Garricka Masaryka 7. března 1935, slavnostně byl otevřen za rok 23. června 1936.
O stavbu kostela se zasloužil zejména řídící učitel B. Cejp.
Autorem projektu puristicko-funkcionalistické stavby byl člen místního sboru Českobratrské církve evangelické František Švihálek ml. Nebyl architektem, ale ve Mšeně vytvořil dílo vysoké kvality převyšující úroveň mnohých jiných staveb.  Ke spolupráci přizval místního zednického mistra Josefa Holuba.
Objekt budovy kostela se skládá ze tří výrazně odlišných částí: věže, kolumbária a kostela. Kostel má obdélný půdorys, kolumbárium je nízký přízemní objekt půlkruhového půdorysu a věž přiléhající ke kostelu ze západní strany a z jižní ke kolumbáriu má čtvercový půdorys. Věž a kolumbárium byly přistaveny v roce 1922. 
Původně měl kostel tři zvony, zůstal pouze jeden. V roce 1951 bylo do budovy zavedeno ústřední topení.
Jižní strana areálu je lemována historickým oplocením s nízkou podezdívkou s kovovými výplněmi. Severní stranu areálu tvoří zahrada.
Před kostelem je umístěna busta J. A. Komenského.

## Památková hodnota
Budova kostela postaveného ve 30. letech 20. století je kvalitní architektura vysoké umělecko-řemeslné úrovně včetně vybavení. Kostel patří mezi cenné meziválečné (nejen) církevní stavby. Součástí památkové ochrany není budova fary a busta Jana Amose Komenského.